# Maculonaclia bicolor
Maculonaclia bicolor es una especie de lepidóptero de la familia Erebidae. Fue descrita por Rothschild en 1911. Se encuentra en Madagascar.